# 諏訪部浩一
諏訪部 浩一（すわべ こういち、1970年 - ）は、日本のアメリカ文学研究者。東京大学大学院人文社会系研究科・文学部准教授。

## 人物
東京都生まれ。1994年、上智大学文学部英文学科卒業。2002年、東京大学大学院人文社会系研究科欧米系文化研究専攻英語英米文学専門分野博士課程中退。2004年、ニューヨーク州立大学バッファロー校博士課程修了、Ph.D。東京学芸大学講師を経て、2007年、東京大学大学院総合文化研究科准教授。2010年、東京大学大学院人文社会系研究科・文学部英語英米文学専修課程准教授。
2009年、『ウィリアム・フォークナーの詩学 1930-1936』にて、アメリカ学会の第14回清水博賞受賞。2013年、『『マルタの鷹』講義』にて、日本推理作家協会賞（評論部門）受賞。

## 略歴
- 1994年 3月　上智大学文学部英文学科卒業
- 1997年 3月　東京大学大学院人文社会系研究科欧米系文化研究専攻修士課程修了
- 2002年 3月　東京大学大学院人文社会系研究科欧米系文化研究専攻博士課程単位取得退学
- 2004年 4月　東京学芸大学教育学部講師
- 2004年 6月　ニューヨーク州立大学バッファロー校大学院英文科博士課程修了
- 2006年 4月　東京学芸大学教育学部助教授
- 2007年 4月　東京学芸大学教育学部准教授
- 2007年10月　東京大学大学院総合文化研究科准教授
- 2010年 4月　東京大学大学院人文社会系研究科准教授

## 著書

### 単著
- 『ウィリアム・フォークナーの詩学 1930-1936』松柏社、2008
- 『『マルタの鷹』講義』研究社、2012
- 『ノワール文学講義』研究社、2014
- 『アメリカ小説をさがして』松柏社、2017
- 『カート・ヴォネガット　トラウマの詩学』三修社、2019
- 『チャンドラー講義』講談社、2024

### 共著
- 『アメリカ文学研究のニュー・フロンティア』南雲堂、2009
- 『アメリカン・ロマンスの系譜形成：ホーソーンからオジックまで』金星堂、2012
- 『文学と映画のあいだ』東京大学出版会、2013
- 『抵抗することば──暴力と文学的想像力』南雲堂、2014
- 『フォークナー文学の水脈』彩流社、2018

### 翻訳
- フォークナー『八月の光』岩波文庫（上下）、2016
- フォークナー『土にまみれた旗』河出書房新社、2021

### 編著
- 編『アメリカ文学入門』三修社、2013

### 共編著
- 平石貴樹・後藤和彦と『アメリカ文学のアリーナ　ロマンス・大衆・文学史』松柏社、2013

## 将棋
少年時代に将棋棋士を志し、日本将棋連盟のプロ養成機関「奨励会」に在籍した経緯がある。同門は郷田真隆・王将らがいる。
同期に丸山忠久・元名人（2期、実際は中学生名人でありながら、その年の奨励会試験には落ち、1ヶ月後に研修会から入会）、瀬川晶司
らがいる。
本格的な振り飛車党、中でも四間飛車を得意としていた。
第62棋将棋王座戦（日本経済新聞社主催）の第3局で観戦記を担当し、羽生王座防衛の就任式では祝辞を述べた。
2016年7月24日（日）放映のＮＨＫ教育テレビの将棋フォーカス（10時～10時30分）で「元奨励会員の今」と題した特集の３人目に赤門の学者として登場した。放送によると、佐藤康光元名人と同じ國學院高校の同級生で、高校２年の終わりに高校を休学して将棋に専念したが、結果を出すことができずに１８歳で奨励会を退会した。高校を４年をかけて卒業後は「奨励会をやめた人間が中途半端に将棋にかかわるのは申し訳ない」という気持ちで将棋は見ないようにしていたという。その後、英文学の学究の道を進み始めた1996年の羽生七冠誕生時に「イヤでも将棋のことが聞こえてくる」中で「自分はこんなところで何をやっているんだろう」と思うと同時に、羽生・佐藤・郷田らが活躍するさまをみて「彼らに恥ずかしくないように、頑張らないといけない」という思いが「研究の強いモチベーションになった」とする。ＮＨＫスタッフの「将棋は今の自分にどんなものかと」との問いに対しては、「将棋、あるいは将棋界は自分を励ましてくれるものとしてずっとある」としたうえで、若いころに将棋の修行した効能として「普通に暮らしていると、うまくいかなかったときは誰々のせいだとか、たまたまなにかがあったからだ」としがちだが将棋をやっているとそうは考えずに「全部自分が悪い」と考えるようになると指摘。そうした意味で将棋は「サバサバした世界であり、今も将棋をみていて楽しく、ワクワクさせられる」と結んだ。映像を見た、世代が違う中村太地六段は「将棋がその後の人生に生きていることはとても嬉しい」と話した。
・平成元年（1989年末）12月22日の棋王戦、大山康晴15世名人と羽生善治青年の対局で記録係を務めた（リンク先の羽生永世7冠のコラムの写真の記録係）
https://www.shogi.or.jp/column/2019/03/post_509.html